# 이현중 (농구 선수)
이현중(2000년 10월 23일 ~ )은 대한민국의 농구 선수로 포지션은 스윙맨이다. 현 B.리그의 나가사키 벨카 소속으로 뛰고 있다. 
아버지 이윤환은 삼성전자 농구단 선수 출신의 농구 지도자이며, 어머니 성정아는 1984년 하계 올림픽에서 대한민국 국가대표 소속으로 은메달을 획득한 농구 선수이다. 누나인 이리나도 유소년 농구 국가대표팀 선수로 뛴 바 있다.

## 등번호
- 1번 :  데이비드슨 칼리지 (2019년~2021년),  대한민국 (2021년 ~ )
- 28번 :  샌타크루즈 워리어스 (2023년)
- 40번 :  필라델피아 세븐티식서스 (2023년 NBA 서머리그)
- 2번 :  일라와라 호크스 (2023년 ~ 2025년)
- 11번 :  오사카 에베사 (2024년)
- 62번 :  포틀랜드 트레일블레이저스 (2024년 NBA 서머리그)